# Mercedes-Benz Danmark
Mercedes-Benz Danmark A/S er en dansk bilimportør, der har sit domicil i Sundbyvester i København.
Virksomheden importerer og videresælger personbiler, varevogne og reservedele i Danmark under bilmærkerne Mercedes-Benz, Mercedes-Maybach, Mercedes-EQ og Mercedes-AMG. Indtil 2022 var Mercedes lastbiler også en del af virksomheden, denne del af forretning blev overtaget af Hessel Trucks. I 2022 solgte de biler og reservedele i Danmark til en værdi af ca. 5,9 mia. danske kroner. Mercedes-Benz Danmark importerer bilerne fra sit moderselskab Mercedes-Benz Group.